# Campioni italiani assoluti di atletica leggera - Salto in lungo maschile
Questa pagina raccoglie un elenco di tutti i campioni italiani dell'atletica leggera nel salto in lungo, specialità che entrò a far parte del programma dei campionati nel 1913.

## Albo d'oro
| Anno | Atleta (società)                                             | Prestazione            |
| ---- | ------------------------------------------------------------ | ---------------------- |
| 1913 | Antonio Garimoldi Unione Sportiva Milanese                   | 6,515 m                |
| 1914 | Oreste Zaccagna Virtus Atletica Bologna                      | 6,37 m                 |
| 1915 | Edizioni non disputate                                       | Edizioni non disputate |
| 1916 | Edizioni non disputate                                       | Edizioni non disputate |
| 1917 | Edizioni non disputate                                       | Edizioni non disputate |
| 1918 | Edizioni non disputate                                       | Edizioni non disputate |
| 1919 | Arturo Nespoli Football Club Internazionale Milano           | 6,40 m                 |
| 1920 | Adolfo Contoli Virtus Atletica Bologna                       | 6,34 m                 |
| 1921 | Ottorino Aloisio Virtus Atletica Bologna                     | 6,445 m                |
| 1922 | Adolfo Contoli Virtus Atletica Bologna                       | 6,71 m                 |
| 1923 | Arturo Nespoli La Fenice 1923 Mestre                         | 6,67 m                 |
| 1924 | Virgilio Tommasi Fondazione Bentegodi Verona                 | 6,93 m                 |
| 1925 | Virgilio Tommasi Fondazione Bentegodi Verona                 | 7,02 m                 |
| 1926 | Virgilio Tommasi Fondazione Bentegodi Verona                 | 6,94 m                 |
| 1927 | Enrico Torre Club Sportivo Firenze                           | 6,97 m                 |
| 1928 | Virgilio Tommasi Fondazione Bentegodi Verona                 | 6,79 m                 |
| 1929 | Virgilio Tommasi Fondazione Bentegodi Verona                 | 7,41 m                 |
| 1930 | Arturo Maffei ASSI Giglio Rosso                              | 7,05 m                 |
| 1931 | Virgilio Tommasi Fondazione Bentegodi Verona                 | 17 p.                  |
| 1932 | Arturo Maffei ASSI Giglio Rosso                              | 6,90 m                 |
| 1933 | Francesco Tabai Unione Ginnastica Goriziana                  | 7,28 m                 |
| 1934 | Francesco Tabai Unione Ginnastica Goriziana                  | 7,16 m                 |
| 1935 | Arturo Maffei ASSI Giglio Rosso                              | 7,26 m                 |
| 1936 | Arturo Maffei ASSI Giglio Rosso                              | 7,50 m                 |
| 1937 | Arturo Maffei ASSI Giglio Rosso                              | 7,28 m                 |
| 1938 | Arturo Maffei ASSI Giglio Rosso                              | 7,27 m                 |
| 1939 | Arturo Maffei ASSI Giglio Rosso                              | 7,47 m                 |
| 1940 | Arturo Maffei ASSI Giglio Rosso                              | 7,14 m                 |
| 1941 | Fulvio Pellarini Società Sportiva Giovinezza Trieste         | 6,98 m                 |
| 1942 | Gino Pederzani 6a. Legione Ferrovieri Bologna                | 7,37 m                 |
| 1943 | Aldo Vallon Società Sportiva Giovinezza Trieste              | 6,87 m                 |
| 1944 | Edizione non disputata                                       | Edizione non disputata |
| 1945 | Aldo Vallon Società Sportiva Giovinezza Trieste              | 6,83 m                 |
| 1946 | Alessandro Acerbi Reale Società Ginnastica di Torino         | 6,82 m                 |
| 1947 | Lorenzo Toso Centro Sportivo Italiano Brescia                | 6,97 m                 |
| 1948 | Ugo Ardizzone Libertas Torino                                | 6,98 m                 |
| 1949 | Ugo Ardizzone Libertas Torino                                | 6,78 m                 |
| 1950 | Ugo Ardizzone Libertas Torino                                | 7,13 m                 |
| 1951 | Mario Naj Oleari Pro Patria Milano                           | 6,73 m                 |
| 1952 | Attilio Bravi Gruppo Sportivo Fiamme Oro                     | 6,82 m                 |
| 1953 | Gianpiero Druetto Unione Giovanile Biella                    | 7,11 m                 |
| 1954 | Attilio Bravi Gruppo Sportivo Fiamme Oro                     | 7,27 m                 |
| 1955 | Attilio Bravi Gruppo Sportivo Fiamme Oro                     | 7,33 m                 |
| 1956 | Valerio Colatore Società Ginnastica Gallaratese              | 7,13 m                 |
| 1957 | Attilio Bravi Gruppo Sportivo Fiamme Oro                     | 7,42 m                 |
| 1958 | Attilio Bravi Gruppo Sportivo Fiamme Oro                     | 7,48 m                 |
| 1959 | Attilio Bravi Gruppo Sportivo Fiamme Oro                     | 7,30 m                 |
| 1960 | Attilio Bravi Gruppo Sportivo Fiamme Oro                     | 7,27 m                 |
| 1961 | Raffaele Piras ?                                             | 7,37 m                 |
| 1962 | Giorgio Bortolozzi ?                                         | 7,24 m                 |
| 1963 | Raffaele Piras ?                                             | 7,42 m                 |
| 1964 | Giorgio Bortolozzi ?                                         | 7,51 m                 |
| 1965 | Marco Fornaciari ?                                           | 7,34 m                 |
| 1966 | Pierluigi Gatti ?                                            | 7,39 m                 |
| 1967 | Pasquale Santoro ?                                           | 7,46 m                 |
| 1968 | Giuseppe Gentile Associazione Sportiva Minerva Roma Atletica | 7,39 m                 |
| 1969 | Carlo Arrighi ?                                              | 7,54 m                 |
| 1970 | Domenico Fontanella ?                                        | 7,50 m(w)              |
| 1971 | Ildebrando Fozzi ?                                           | 7,50 m                 |
| 1972 | Claudio Hernández Aeronautica Militare                       | 7,47 m                 |
| 1973 | Carlo Molinaris ?                                            | 7,56 m                 |
| 1974 | Carlo Molinaris ?                                            | 7,65 m                 |
| 1975 | Domenico Fontanella ?                                        | 7,70 m                 |
| 1976 | Roberto Veglia ?                                             | 7,80 m                 |
| 1977 | Maurizio Siega ?                                             | 7,63 m                 |
| 1978 | Maurizio Maffi ?                                             | 7,69 m                 |
| 1979 | Maurizio Siega ?                                             | 7,45 m                 |
| 1980 | Maurizio Maffi ?                                             | 7,67 m                 |
| 1981 | Giovanni Evangelisti ?                                       | 7,70 m                 |
| 1982 | Giovanni Evangelisti ?                                       | 7,76 m                 |
| 1983 | Marco Piochi ?                                               | 7,83 m                 |
| 1984 | Claudio Cherubini ?                                          | 7,64 m                 |
| 1985 | Claudio Cherubini ?                                          | 7,63 m                 |
| 1986 | Giovanni Evangelisti ?                                       | 8,13 m                 |
| 1987 | Giuseppe Bertozzi ?                                          | 7,77 m                 |
| 1988 | Milko Campus Gruppo Sportivo Fiamme Azzurre                  | 7,53 m                 |
| 1989 | Milko Campus Gruppo Sportivo Fiamme Azzurre                  | 7,73 m                 |
| 1990 | Giuseppe Bertozzi ?                                          | 7,92 m                 |
| 1991 | Fausto Frigerio ?                                            | 7,95 m                 |
| 1992 | Giovanni Evangelisti ?                                       | 8,04(w)                |
| 1993 | Simone Bianchi Atletica Ravenna                              | 7,98 m                 |
| 1994 | Milko Campus Gruppo Sportivo Fiamme Azzurre                  | 7,93 m                 |
| 1995 | Milko Campus Gruppo Sportivo Fiamme Azzurre                  | 7,93 m                 |
| 1996 | Simone Bianchi Centro Sportivo Carabinieri                   | 7,67 m                 |
| 1997 | Diego Boschiero CUS Venezia                                  | 7,85 m                 |
| 1998 | Simone Bianchi Centro Sportivo Carabinieri                   | 7,98 m                 |
| 1999 | Roberto Coltri Gruppo Sportivo Fiamme Oro                    | 7,85 m                 |
| 2000 | Bruno Frinolli Società Ginnastica Amsicora                   | 7,63 m                 |
| 2001 | Nicola Trentin Gruppo Sportivo Fiamme Azzurre                | 7,88 m                 |
| 2002 | Nicola Trentin Gruppo Sportivo Fiamme Azzurre                | 7,76 m                 |
| 2003 | Nicola Trentin Gruppo Sportivo Fiamme Azzurre                | 8,12 m(w)              |
| 2004 | Stefano Dacastello Atletica Cento Torri Pavia                | 8,17 m                 |
| 2005 | Stefano Dacastello Gruppi Sportivi Fiamme Gialle             | 7,82 m                 |
| 2006 | Ferdinando Iucolano Centro Sportivo Aeronautica Militare     | 7,87 m                 |
| 2007 | Andrew Howe Centro Sportivo Aeronautica Militare             | 8,40 m                 |
| 2008 | Stefano Tremigliozzi Centro Sportivo Aeronautica Militare    | 7,73 m                 |
| 2009 | Alessio Guarini Virtus Atletica Bologna                      | 7,84 m                 |
| 2010 | Andrew Howe Centro Sportivo Aeronautica Militare             | 8,16 m                 |
| 2011 | Stefano Dacastello Gruppi Sportivi Fiamme Gialle             | 7,82 m                 |
| 2012 | Fabrizio Schembri Centro Sportivo Carabinieri                | 7,67 m                 |
| 2013 | Alessio Guarini Gruppo Sportivo Fiamme Oro                   | 8,00 m                 |
| 2014 | Emanuele Catania Gruppi Sportivi Fiamme Gialle               | 7,98 m                 |
| 2015 | Filippo Randazzo Pro Sport 85 Valguarnera                    | 7,76 m                 |
| 2016 | Marcell Jacobs Gruppo Sportivo Fiamme Oro                    | 7,89 m                 |
| 2017 | Filippo Randazzo Gruppi Sportivi Fiamme Gialle               | 7,95 m                 |
| 2018 | Filippo Randazzo Gruppi Sportivi Fiamme Gialle               | 7,76 m                 |
| 2019 | Filippo Randazzo Gruppi Sportivi Fiamme Gialle               | 7,94 m                 |
| 2020 | Filippo Randazzo Gruppi Sportivi Fiamme Gialle               | 7,77 m                 |
| 2021 | Filippo Randazzo Gruppi Sportivi Fiamme Gialle               | 7,94 m(w)              |
| 2022 | Elias Sagheddu Sisport                                       | 7,75 m                 |
| 2023 | Filippo Randazzo Gruppo Sportivo Fiamme Gialle               | 7,88 m                 |
| 2024 | Kareem Hatem Mersal VV Management                            | 7,89 m                 |
| 2025 | Mattia Furlani Gruppo Sportivo Fiamme Oro                    | 8,26 m                 |